# Soyuz 38
La misión de Soyuz 38 fue la número doce hacia la estación espacial Salyut 6 y la séptima del programa Intercosmos, llevando al experimentado comandante ruso Yuri Romanenko y al primer cosmonauta cubano Arnaldo Tamayo. El atraque ocurrió en la oscuridad y fue filmado por Valeri Ryumin desde la estación orbital.

## Tripulación
- Yuri Romanenko
- Arnaldo Tamayo

## Parámetros de la misión
- Masa: 6800 kg
- Perigeo: 199.7 km
- Apogeo: 273.5 km
- Inclinación: 51,63°
- Periodo: 88,19 minutos

## Cronología de la misión de la Soyuz 38
El 18 de septiembre de 1980, a las 4:12 de la madrugada (hora local), despegó desde el cosmódromo de Baikonur (en Kazajistán) el cohete portador Soyuz que colocaría en órbita a la nave Soyuz 38 en la que la tripulación conjunta soviético-cubana ―integrada por Yuri Romanenko y el teniente coronel Arnaldo Tamayo― realizó su vuelo hacia el complejo orbital Saliut-6.
La tripulación de respaldo estaba conformada por los cosmonautas Yevgueni Jrunov y José Armando López Falcón, compatriota de Tamayo.
Tras llegar la nave Soyuz 38 a la estación espacial, se reunieron con la tripulación residente, conformada por los cosmonautas Leónid Popov y Valeri Ryumin y realizaron una serie de experimentos durante una semana. Buena parte del programa de investigaciones y experimentos tecnológicos de la misión había sido preparado por la Academia Nacional de Ciencias de Cuba y comprendía tareas científicas como el cultivo de los primeros monocristales orgánicos en microgravedad utilizando azúcar cubano, experimentos médico-biológicos varios (incluso algunos dedicados a investigar las causas del síndrome de adaptación al espacio) y la exploración desde el espacio del territorio de la isla caribeña y su plataforma continental en la búsqueda de minerales y posibles yacimientos petrolíferos.
Entre los científicos cubanos que participaron en el diseño de los experimentos médico-biológicos estaba el profesor Roberto Hernández Corvo.

Concluido el programa de investigaciones, los cosmonautas trasladaron al módulo de descenso los materiales de los experimentos e investigaciones realizadas a bordo el 25 de septiembre y aterrizaron al día siguiente, el 26 de septiembre de 1980. En Cuba, en el discurso público sobre el hecho, Fidel Castro dijo:
«Arnaldo Tamayo representó en el cosmos a Cuba, a América Latina, a África y al Tercer Mundo».